# Avaars kanaat
Het Avaars kanaat (Avaars: авар ханлъи, avar chanl'i of авар нуцаллъи, avar noetsall'i ; Russisch: Аварское ханство, Avarskoje chanstvo), ook bekend als Choendzia, Avaria of Avaristan, was een langlevende Avaarse staat, die van de vroege 13e tot de 19e eeuw de bergachtige delen van Dagestan in de Noordelijke Kaukasus beheerste.

## Geschiedenis
Tussen de 5e en 12e eeuw werd het Georgisch-Orthodoxe christendom geïntroduceerd in de Avaarse dalen. De val van het christelijke koninkrijk van Sarir in de vroege 12e eeuw en de verzwakking van het koninkrijk Georgië door de Mongoolse invasies, die met ongeveer 20.000 krijgers onder leiding van Subedei en Jebe voor het eerst in de Kaukasus verschenen, beëindigde verdere Georgische christelijke aanwezigheid in dit gebied. Tot op heden worden talloze sporen van het christendom zoals kruisen en kapellen gevonden op het Avaarse grondgebied waardoor er wordt aangenomen dat het christendom bij de Avaren tot de 14e-15e eeuw overleefde.
Na de verwoesting van Georgië trokken de Mongolen in de winter over het Kaukasusgebergte om langs de Pas van Derbent te komen. Hoewel de Avaren hun steun aan Muhammad II van Chorasmië (r. 1200-1220) in zijn strijd tegen de Mongolen hadden toegezegd, is er geen documentatie over de Mongoolse invasie van de Avaarse landen. 
De Gouden Horde veroverde de regio in 1241, maar tegen de 14e eeuw slaagde het nieuw opgerichte Avaarse kanaat erin haar onafhankelijkheid van de Mongolen te behouden. De opkomst van het Koemukse sjamchalaat Tarki, na het uiteenvallen van de Gouden Horde in de 15e eeuw, was zowel een symptoom als een oorzaak van de verminderde invloed van de kans tijdens de 15e en 16e eeuw. Het kanaat was een los gestructureerde staat, soms gedwongen om de bescherming van de tsaar te zoeken tegen haar krachtige vijanden, terwijl veel berg-gemeenschappen (djamaats) een aanzienlijke mate van autonomie bezaten.
In de 16e eeuw was de regio het middelpunt van een felle strijd om controle tussen de Ottomanen en de Safawieden. Onder Turkse invloed nam de meerderheid van de Avaarse stammen in de 17e eeuw de islam aan. De consolidatie van de islam in Avaristan in de 18e eeuw resulteerde in een reeks religieuze oorlogen tegen de Georgische staten. Verwijzingen naar deze invallen verschijnen in de epische poëzie van de Avaren, en zijn in de Georgische geschiedschrijving bekend als Lekianoba. De namen van heersers die de meest verwoestende aanvallen leiden, Oemma-chan, Noersal-beg en Mallachi, worden in Georgische bronnen vermeld.
In de 18e eeuw bevorderde de gestage verzwakking van de sjamchals de ambities van de Avaarse kans, wiens grootste wapenfeit het verslaan  van het 100.000-koppige leger van Nadir Sjah tijdens zijn verovering van Dagestan in september 1741 was. In de nasleep van dit succes slaagden de Avaarse heersers erin hun territorium uit te breiden ten koste van vrije gemeenschappen in Dagestan en Tsjetsjenië. Het bewind van Oemma-chan (1775-1801) markeerde het hoogtepunt van de Avaarse overheersing in de Kaukasus. Potentaten die hulde brachten aan Oemma-chan omvatten de heersers van Sjeki, Goeba en Sjirvan.
Binnen twee jaar na de dood van Oemma-chan stelde het kanaat zich vrijwillig onder Russische autoriteit. Toch stelde het Russische bestuur de vrijheidslievende bergbewoners teleur. Het instellen van zware belastingheffingen, in combinatie met de onteigening van landgoederen en de bouw van forten, bracht de Avaarse bevolking ertoe zich aan te sluiten bij het Kaukasisch Imamaat, geleid door Ghazi Mollah (1828-32), Gamzat-bek (1832-34) en Sjamil (1834-59). Deze Kaukasusoorlog woedde tot 1864, toen het Avaarse kanaat werd afgeschaft en in plaats daarvan de Avarski okroeg van de oblast Dagestan werd opgericht.